# Pays des merveilles
Le pays des merveilles est un pays fictif qui est le décor du roman pour enfants Les Aventures d'Alice au pays des merveilles (Alice's Adventures in Wonderland) écrit par Lewis Carroll et publié en 1865.

## Géographie
Dans l'histoire, on accède au pays des merveilles par un souterrain et Alice y descend par un terrier de lapin. Bien que l'emplacement se situe apparemment quelque part sous l'Oxfordshire, Carroll ne précise pas à quelle distance il se trouve, et il demande à Alice de spéculer s'il se trouve près du centre de la Terre ou même aux antipodes.
Le terrain, très boisé, est riche en champignons. Il y a des jardins bien entretenus et de grandes maisons, comme celles de la Duchesse et du Lapin blanc. Le pays des merveilles possède un littoral où vit la Fausse Tortue.

## Gouvernement
Le pays est nominalement gouverné par la Reine de cœur, dont les décrets fantaisistes de peine capitale sont régulièrement annulés par le Roi de Cœur. D'autres rois et reines sont mentionnés comme leurs invités et sont implicitement les rois et les reines des autres combinaisons de cartes. Il y a au moins une duchesse.

## Habitants
La population principale est constituée de cartes à jouer animées : la famille royale (cœurs), les courtisans (carreaux), les soldats (trèfles) et les serviteurs (piques). De plus, il existe de nombreux animaux qui parlent.
Parmi les personnages rencontrés par Alice figurent : 
- Bill le lézard
- la Chenille
- le Chat du Cheshire
- le Dodo
- Loir
- Duchesse
- Griffon
- le roi de cœur
- le Valet de cœur
- le Chapelier Fou
- le Lièvre de mars
- la Fausse tortue
- Pat (en)
- la reine de cœur
- le lapin blanc

## Dans d'autres médias
- Le pays des merveilles est présenté dans le film d'animation de Walt Disney de 1951, Alice au pays des merveilles.
- Le pays des merveilles est présenté dans le film Alice au pays des merveilles de Tim Burton en 2010. Ici, il s'appelle en fait Underland ; Alice a mal entendu le nom lorsqu'elle était enfant, croyant qu'il s'agissait du « Pays des Merveilles ». Alice retourne au Pays des Merveilles lorsque la Reine Blanche défie sa sœur tyrannique, la Reine rouge, pour la couronne d'Underland.
- Dans le troisième volume de Shazam !, l'emplacement Magiclands des Wozenderlands est le résultat de Dorothy Gale et Alice unissant le Pays d'Oz et le Pays des Merveilles contre la menace des Monsterlands[3]

### Once Upon a Time
Le pays des merveille (Wonderland) est présenté dans Once Upon a Time et son spin-off Once Upon a Time in Wonderland. Dans cette série, il y a deux itérations du pays des merveille.

## Voir également
- De l'autre côté du miroir
- Pays d'Oz
- Terre du Milieu
- Narnia
- Pays imaginaire (dans Peter Pan)